# 格利冰川
格利冰川（英語：Glee Glacier），是南極洲的冰川，位於維多利亞地的斯科特海岸，由迪斯默爾嶺圍繞，該冰川由威靈頓維多利亞大學探險隊命名，現時由南極條約體系管理。

## 外部連結
. . United States Geological Survey.   [2012-04-26].
78°16′S 163°0′E / 78.267°S 163.000°E